# 2024 YR4
2024 YR4 es un asteroide de entre 40 y 90 metros (130 y 300 pies) de diámetro, clasificado como un objeto cercano a la Tierra de tipo Apolo (que cruza la órbita de la Tierra). Fue descubierto por la estación chilena del Sistema de Última Alerta de Impacto Terrestre de Asteroides (ATLAS) el 27 de diciembre de 2024. Al 23 de febrero de 2025, 2024 YR4 tenía una calificación de 3 en la escala de Turín con una probabilidad de 1 en 26,000 (0.0039%) de impactar en la Tierra el 22 de diciembre de 2032. La NASA y la ESA le otorgan una calificación de riesgo de impacto técnico en la Escala de Palermo de -3,08 para 2024 YR4, lo que corresponde a un riesgo de impacto del 0,08% del nivel de riesgo de fondo. El descubrimiento ha desencadenado el primer paso en las respuestas de defensa planetaria, en el que se pide a todos los telescopios disponibles que recopilen datos sobre el objeto y se insta a las agencias espaciales respaldadas por las Naciones Unidas a comenzar a planificar la mitigación de la amenaza de asteroides.
El análisis preliminar de los espectros y las series temporales fotométricas de este asteroide sugiere que es un asteroide rocoso de tipo S o tipo L con un período de rotación cercano a los 19,5 minutos. El asteroide anteriormente realizó un acercamiento cercano de 828 800 kilómetros (515 000 millas; 2,156 distancias lunares) a la Tierra el 25 de diciembre de 2024 (dos días antes de su descubrimiento), y ahora se está alejando de la Tierra. Hará su próximo acercamiento cercano alrededor del 17 de diciembre de 2028. A principios de abril de 2025 y hasta junio de 2028, 2024 YR4 se habrá alejado demasiado de la Tierra para ser observado por telescopios terrestres. Los telescopios infrarrojos basados en el espacio, como el telescopio espacial James Webb, pueden ser capaces de observar a 2024 YR4 cuando esté lejos de la Tierra. 2024 YR4 ocultará una estrella de magnitud 11,4 el 6 de febrero de 2025, aunque la trayectoria en la Tierra de la ocultación del asteroide de unos 100 m de ancho es muy incierta (5,1~12,7 km).

## Características físicas

### Tamaño y masa

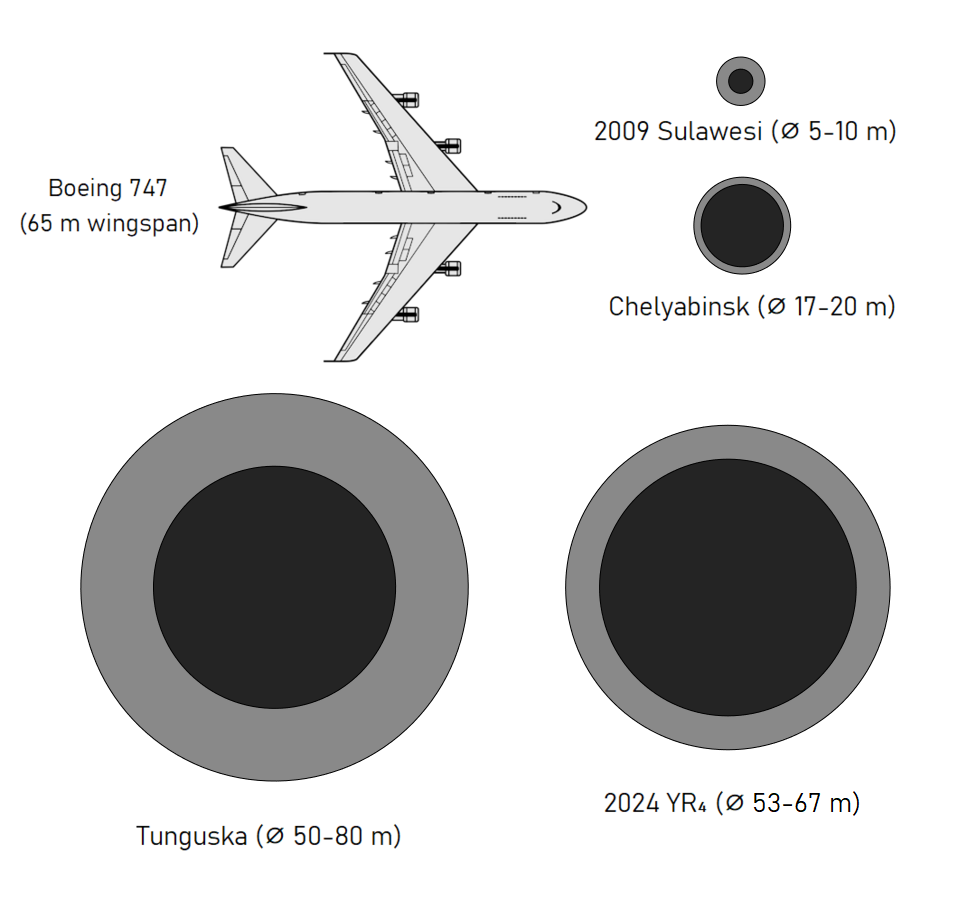
Comparación del tamaño de 2024 YR4 y otros meteoroides notables, con objetos creados por el hombre que se muestran a escala

El diámetro de 2024 YR4 no ha sido medido, pero se puede estimar a partir de su brillo (magnitud absoluta) utilizando un rango de valores plausibles para su reflectividad superficial (albedo geométrico). Si 2024 YR4 refleja entre el 5% y el 25% de la luz visible, entonces su diámetro está entre 40 y 100 m (130 y 330 pies). La NASA estima un diámetro de 55 metros (m) (180 pies) para un albedo geométrico asumido de 0,154. Estas estimaciones hacen que 2024 YR4 tenga aproximadamente el mismo tamaño que el asteroide que causó el evento de Tunguska de 1908 o el asteroide de hierro y níquel que creó el Cráter del Meteorito en Arizona hace cincuenta mil años. El diámetro y el albedo de 2024 YR4 solo se pueden restringir aún más con observaciones infrarrojas térmicas, observaciones de radar o imágenes directas desde una nave espacial.
No se han medido la masa ni la densidad de 2024 YR4, pero se puede estimar la masa con una densidad supuesta. La NASA estima una masa de  2,2 × 108 kilogramos (kg) (220  000  000, doscientos veinte millones de kg) para una densidad supuesta de 2,6 g/cm3, que es una densidad típica para los asteroides rocosos.

### Composición y periodo de rotación
El análisis espectroscópico preliminar del Gran Telescopio Canarias y el Lowell Discovery Telescope sugiere que 2024 YR4 es un asteroide de tipo S (17% de la población de asteroides) o de tipo L, ambos apuntando a una composición pedregosa.
Las observaciones fotométricas realizadas con el Very Large Telescope (VLT) y el telescopio de 1,54 metros del Observatorio La Silla indican que 2024 YR4 tiene un periodo de rotación cercano a los 19,5 minutos. El brillo de 2024 YR4 varía en 0,42 magnitudes a medida que gira, lo que indica que tiene una forma alargada. El VLT también ha observado a 2024 YR 4 en múltiples ángulos de fase desde 5° a 35°, lo que permitiría la construcción de una curva de fase que puede limitar las propiedades de la superficie del asteroide.

## Órbita
2024 YR4 orbita alrededor del Sol en una órbita elíptica que cruza la órbita de la Tierra, lo que lo convierte en un objeto próximo a la Tierra de tipo Apolo. El asteroide tiene un período orbital de aproximadamente 4,05 años y una inclinación orbital de 3,45 grados con respecto a la órbita de la Tierra (eclíptica).
El asteroide alcanzó el perihelio (el punto de aproximación más cercano al Sol) el 22 de noviembre de 2024. El asteroide realizó un acercamiento a la Tierra el 25 de diciembre de 2024, dos días antes de su descubrimiento. Durante este encuentro, el asteroide pasó a 828 800 km (515 000 mi; 2,156 LD) de la Tierra y luego a 488 300 km (303 400 mi; 1,270 LD) de la Luna. El asteroide hará su próximo acercamiento a la Tierra alrededor del 17 de diciembre de 2028, cuando pasará a 7 920 000 ± 960 000 km (4 920 000 ± 600 000 mi; 20,6 ± 2,5 LD) del planeta.
El encuentro de 2028 brindará a los astrónomos la oportunidad de realizar observaciones adicionales y extender el arco de observación por cuatro años. Esto mejorará en gran medida los cálculos de la órbita de 2024 YR4 en preparación para su aproximación cercana alrededor del 22 de diciembre de 2032.

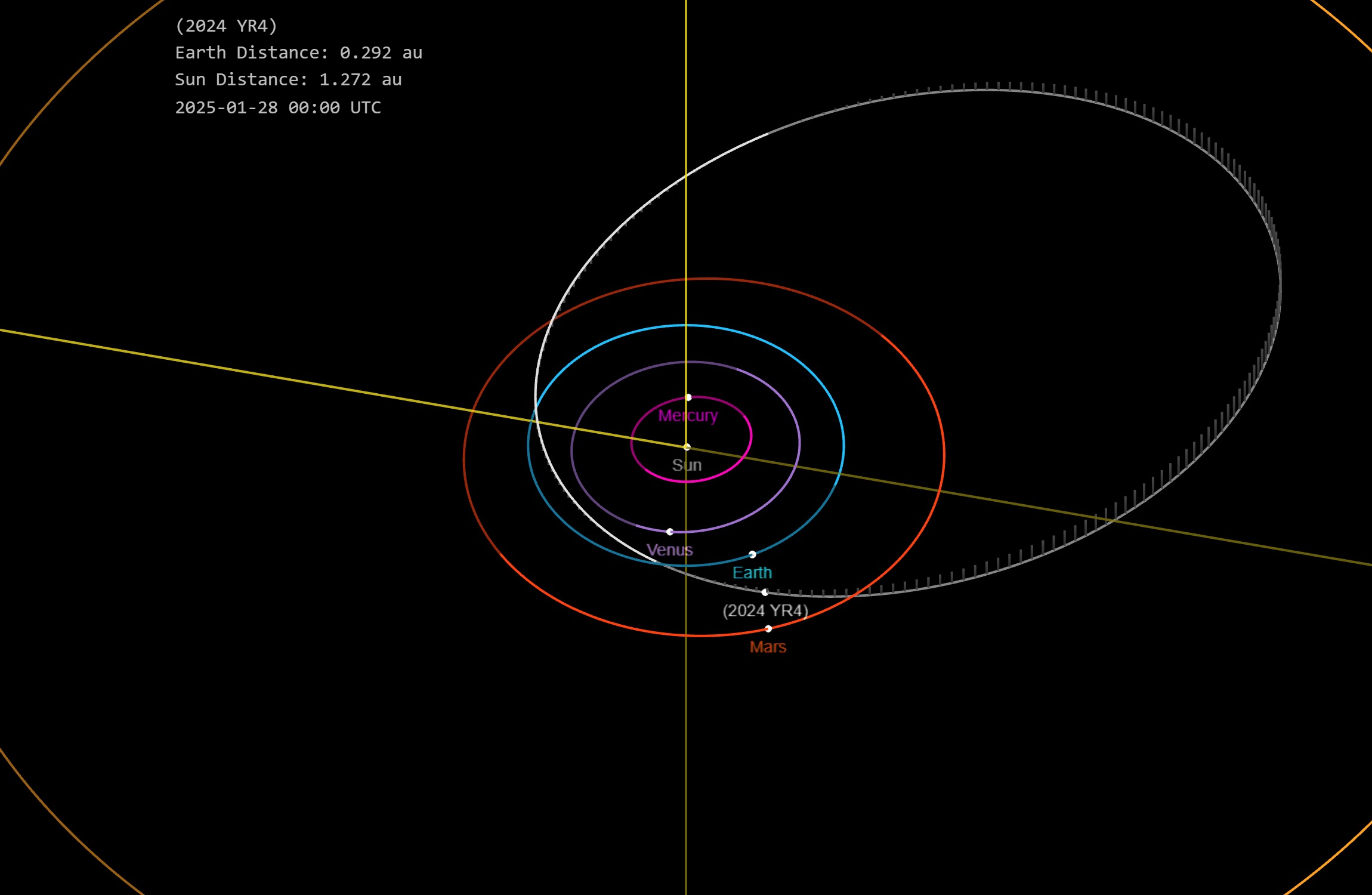
Diagrama de la órbita de 2024 YR4
Animación de la trayectoria de 2024 YR4 de 2028 a 2032, que muestra su aproximación a 2032. Tierra en azul

## Impacto potencial en 2032

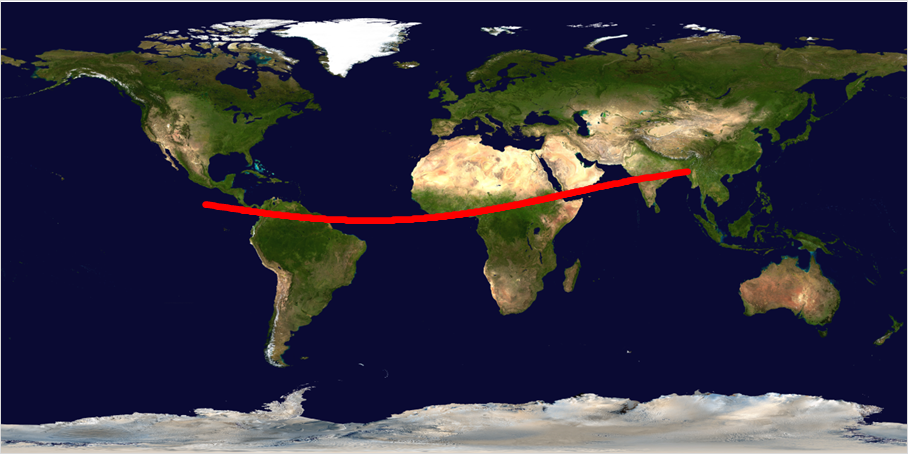
Corredor de riesgo de impacto para el acercamiento de 2032.

Los cálculos que utilizan el arco de observación de sesenta días a partir del 23 de febrero de 2025 encuentran que 2024 YR4 tiene una probabilidad de 1 entre 26,000 (0,0039 %) de impactar la Tierra el 22 de diciembre de 2032 alrededor de las 14:02 UTC. El acercamiento nominal más cercano a la Tierra es el día 22 a las 08:24 UTC (con una incertidumbre en el tiempo de aproximación más cercano de 22 horas) a una distancia de 276 990 kilómetros (172 110 millas; 0,7206 distancias lunares), con una incertidumbre de 3-sigma de 1.049 millones de km (0,65 millones de mi). Debido al gran tamaño de 2024 YR4 y a su  previa probabilidad de impacto mayor al 1%, se le ha clasificado en el nivel 3 de la escala de Turín, lo que ha llevado a la Red Internacional de Alerta de Asteroides a emitir un aviso el 29 de enero de 2025. Esta es la segunda calificación más alta que un asteroide ha alcanzado en la escala de Turín, detrás de (99942) Apofis, que se clasificó brevemente en el nivel 4 de la escala de Turín a fines de 2004.Pasado los días y con más análisis la posibilidad de impacto en base a la escala de Turín se desplomó hasta ser casi nula.
La NASA le otorga una calificación de la Escala de Riesgo de Impacto Técnico de Palermo de −3,08 para 2024 YR4, lo que corresponde a un riesgo de impacto del 0,08% del nivel de riesgo de fondo. La Agencia Espacial Europea otorga una calificación de Palermo de −3,44 con una probabilidad de impacto del 0.000162%, mientras que NEODyS da −3,92 con una probabilidad de impacto del 0,000444%. El corredor de riesgo de las posibles ubicaciones de impacto del YR 4 de 2024 se extiende desde el océano Pacífico hasta el norte de Sudamérica, el océano Atlántico, África central y luego hasta el norte de la India.
Según el diámetro, la masa y la densidad estimados por la NASA para 2024 YR4, el asteroide liberaría energía equivalente a 7,7 megatoneladas de TNT (33 petajulios) si impactara contra la Tierra a una velocidad de 17,32 km/s (10,76 mi/s). Esto produciría una explosión en el aire o un cráter de impacto, y causaría destrucción hasta a 50 km (30 mi) del lugar del impacto.
La primera observación conocida previa al descubrimiento de 2024 YR4 fue el 25 de diciembre de 2024, pero la posición medida del asteroide en esa observación es más incierta que en observaciones posteriores, debido al rápido movimiento del asteroide y a una exposición más prolongada de lo que hubiera sido óptimo para las observaciones de asteroides. Una búsqueda en las imágenes de archivo del telescopio Subaru de 2016 de una región donde podría haber estado 2024 YR4 no lo encontró. Según Sam Deen, incluir estos datos de pre-recuperación negativos en el cálculo de la órbita disminuye la probabilidad de que el asteroide se encuentre en algún lugar a lo largo del 60-80% de las trayectorias sin impacto calculadas desde el arco de observación hasta fines de enero, lo que estimó que elevó la probabilidad de impacto de 2024 YR4 al 3% en ese momento; también incluir la única observación de pre-recuperación de peor calidad del 25 de diciembre de 2024 aumentó la probabilidad al 6%. Deen dijo: «Invito a la gente a que me vuelva a comprobar porque he sido yo el único que ha estado mirando esto. Podría haber pasado algo por alto». 
Las imágenes de la región de 2016 del Observatorio Palomar, que no se han hecho públicas hasta enero de 2025, pueden proporcionar más información. Las observaciones del asteroide cuando pase cerca de la Tierra de nuevo en 2028 permitirán el cálculo de una órbita muy precisa y una estimación mucho más refinada de la probabilidad de impacto en 2032. Si no se descarta un impacto en 2032, se podría enviar una misión similar a DART para evitarlo.

### Posible impacto en la Luna

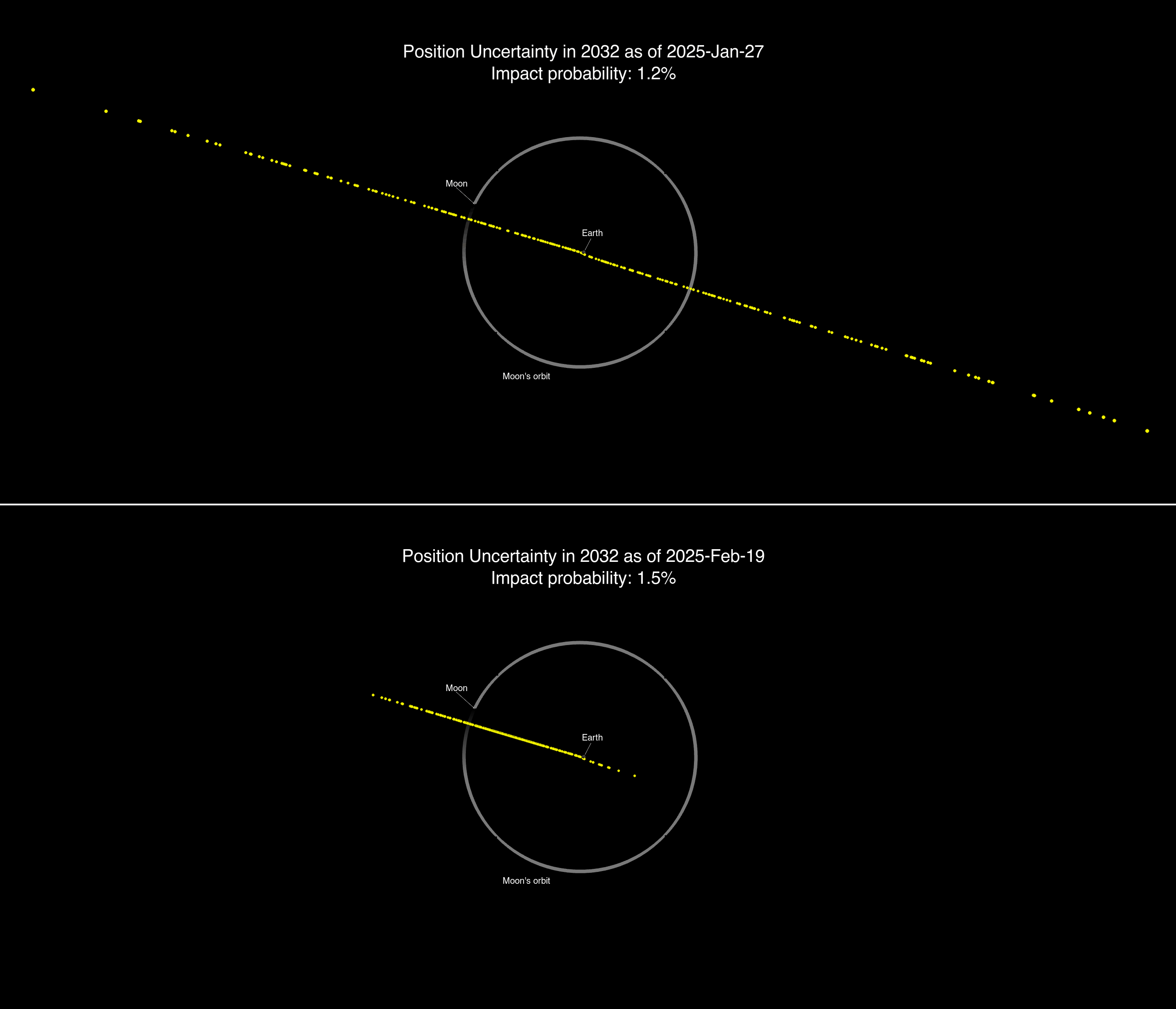
Posible impacto en la Luna

2024 YR 4 tiene alrededor de un 1,7 % de probabilidad (1 en 58) de impactar una luna gibosa menguante del 70 % el 22 de diciembre de 2032 alrededor de las 15:17 a 15:21 UTC. La aproximación nominal a la Luna está cerca del escenario de impacto alrededor de las 15:20 UTC ± 2 horas a una distancia de 1200 km (750 mi; 0,0031 LD) (que es menor que el radio de 1737 km de la Luna), con una incertidumbre de 3 sigma de 66 000 km (41 000 mi).
El impacto podría crear un cráter de impacto con un diámetro de 500 a 2000 metros (0,31 a 1,24 mi) en la superficie lunar, liberando aproximadamente 5,2 megatoneladas de TNT (21,8 petajulios) de energía si impactara la Luna a una velocidad estimada de 13,9 km/s (8,6 mi/s), una explosión aproximadamente 340 veces más potente que la bomba de Hiroshima. El corredor de impacto es una línea que se extiende a través de las partes meridionales del Mare Humorum y el Mare Nubium .
Michael Busch, del Instituto SETI, señala que una explosión en la Luna sería muy evidente para cualquier nave espacial que observara desde la órbita lunar, pero podría no ser tan visible a simple vista desde la Tierra debido al brillo lunar. Sin embargo, otros astrónomos creen que el impacto podría ser visible desde la Tierra. Gareth Collins sugirió que el destello de roca vaporizada del impacto sería visible desde la Tierra, incluso durante el día, mientras que Daniel Bamberger, del Observatorio Northolt Branch de Londres, afirmó que el impacto podría ser más brillante que la luna llena, lo que lo haría claramente visible a simple vista.